# Ульянов, Николай Фёдорович
Николай Фёдорович Ульянов — русский архитектор и инженер-технолог.

## Биография
Приехал в Ташкент в 1869 по приглашению русской администрации Туркестанского края.
Им был разработан проект, по которому в дальнейшем по инициативе Великого князя Николая Константиновича было начато строительство канала из реки Сырдарьи для орошения Голодной степи.
В 1875 году инженером Шавровым по проекту Н. Ф. Ульянова был построен Иосифо-Георгиевский собор. Это было одно из красивейших и оригинальных зданий в Ташкенте: трехпрестольный храм, вмещавший до 800 молящихся был выполнен из жженого кирпича, из которого были построены и многие другие красивейшие здания в Ташкенте (в настоящее время подобные сооружения принято характеризовать как здания, построенные в «Туркестанском стиле»). Собор имел трехъярусную колокольню и иконостас, выполненный из ганча (резьба по сырому алебастру), выполненные узбекскими мастерами резчиками по ганчу. Из ганча были выполнены и лепные украшения под сводом храма.
В 1883 году по проекту Н. Ф. Ульянова был заложен сквер в центре Ташкенте, позднее получивший наименование Константиновский сквер.
В конце XIX века одна из улиц Ташкента, на которой находился дом, в котором он проживал, получила название Ульяновская. Этот дом сохранился до сих пор. Интересно, что волна переименований, прошедшая по Ташкенту в начале XX века, не коснулась улицы Ульяновской, которая сохраняла своё дореволюционное наименование, по-видимому вследствие того, что однофамильцем знаменитого ташкентского архитектора был основатель советского государства В. И. Ульянов (Ленин). С приходом независимости, улица была переименована в честь каллиграфа XV века, некоторое время жившего на территории Мовероуннахра, Султана Али Машхади.
Умер в Ташкенте и похоронен на Боткинском кладбище.